# لاکراس (آرکانزاس)
لاکراس (به انگلیسی: LaCrosse) یک منطقهٔ مسکونی در ایالات متحده آمریکا است که در شهرستان ایزارد، آرکانزاس واقع شده‌است. لاکراس ۲۳۷٫۱۴ متر بالاتر از سطح دریا واقع شده‌است.